# Nawalipauski
Nawalipauski (biał. Наваліпаўскі; ros. Новолиповский) – przystanek kolejowy w lasach, w pobliżu miejscowości Nowyja Samatewiczy, w rejonie kościukowickim, w obwodzie mohylewskim, na Białorusi. Położony jest na linii Orsza – Krzyczew – Uniecza.